# Conescharellina dilatata
Conescharellina dilatata är en mossdjursart som beskrevs av d'Orbigny 1852. Conescharellina dilatata ingår i släktet Conescharellina och familjen Biporidae. Inga underarter finns listade i Catalogue of Life.